# Ciocârlia (utwór)
Ciocârlia (pol. skowronek) – rumuński instrumentalny utwór muzyczny, którego kompozytorem rzekomo był grający na fletni Pana romski muzyk Angheluș Dinicu, napisany w stylu muzyki miejskiej lauteriaska z końca XIX wieku.
Po raz pierwszy utwór został zaprezentowany przez Dinicu w 1889 roku, w trakcie uroczystości związanej z ukończeniem budowy Wieży Eiffla. Jednak najbardziej znana wersja utworu została napisana przez wnuka, Grigorașa Dinicu, zaadaptowana do gry na skrzypcach. Ciocârlia była także źródłem inspiracji dla George’a Enescu, twórcy Rumuńskiej Rapsodii nr 1.
Powstało wiele aranżacji Ciocârlii, jednak ponieważ melodia jest częścią muzyki lauteriaska a nie rumuńskiej muzyki chłopskiej nie może być uznawana za reprezentującą ducha rumuńskich chłopów.
W przypadku Ciocârlii, podobnie jak innych znanych utworach muzyki lauteriaska, próbowano zataić dane o kompozytorze, żeby melodia była bardziej postrzegana jako anonimowa/tradycyjna.
Znana jest też jako Szewa (Шева) i Czuczuliga (Чучулига) w mowie serbskiej, bułgarskiej i macedońskiej. Jest również bardzo popularna w repertuarze muzyki klezmerskiej u Żydów. W Gruzji utwór włączono do zbioru tradycyjnej muzyki ludowej, nazywając ją „Torola” (gruz. ტოროლა).
W czasach komunizmu rumuński wywiad obsługiwał radiostację numeryczną, prawdopodobnie celem łączności z tajnymi agentami w obcych krajach. Radiostacja, której nadano oznaczenie V01, stała się znana z wykorzystania Ciocârlii jako sygnału rozpoczęcia transmisji zaszyfrowanej pod postacią ciągu cyfr wiadomości w języku rumuńskim, kończącej się frazą Terminat. Stacja zamilkła krótko po rewolucji antykomunistycznej i obaleniu Nicolae Ceaușescu.
Melodia jest także częścią ścieżki dźwiękowej gry Ubisoftu Rabbids Go Home z 2009 roku, wykonanej przez mołdawski zespół dęty Fanfare Vangbontu.